# Heidenberg (Odenwald)
Der Heidenberg ist ein Bergrücken und eine Passhöhe im Odenwald im Westen der Gemeinde Mudau im baden-württembergischen Neckar-Odenwald-Kreis.

## Geographische Lage
Der Heidenberg ist ein verkehrsgünstig gelegener bewaldeter Bergrücken im Buntsandstein-Odenwald. Auf seinem Kamm verlaufen ohne großen Höhengradienten im Bereich des Pass-Sattels die Kreisstraße K 3919 und die Landesstraße L 585 und schaffen so die Verbindung zwischen Hesselbach jenseits der Landesgrenze in Hessen im Nordwesten und Schloßau im Südosten. Auch der Neckar-Odenwald-Limes führte auf der Kammlinie des Heidenbergs entlang. Das Kleinkastell Seitzenbuche sicherte am 460,7 m ü. NHN hohen Sattel dieses Bergrückens den Odenwaldpass, den der schon damals bestehende kürzeste Weg zwischen Main und Neckar benutzte. Den Übergang quer zum Rücken über den Sattel an der Seitzenbuche nutzt in jüngerer Zeit auch die Landesstraße L 2311, die über beidseitige Serpentinen das Talsystem der Mud im Nordosten mit dem der Itter im Südwesten verbindet.